# Ли, Франсуа
Франсуа Ли (фр. François Lis) — французский оперный певец, бас.

## Биография
Изучал музыковедение в Сорбонне, учился в Парижской консерватории. Во время учёбы в консерватории исполнил партии Дона Иньиго Гомеса в «Испанском часе», Мазетто и Командора в «Доне Жуане», Бонзо в «Соловье», Мустафы в «Итальянке в Алжире» и Зорастро в «Волшебной флейте».
Номинант премии Виктуар де ля мюзик 2004 года (Révélation artiste lyrique).
Сотрудничает с дирижёрами: Чон Мён Хуном, Марком Минковски, Мишелем Плассоном, Уильямом Кристи, Эммануэль Аим, Кристофом Руссе.

## Оперный репертуар
- Жан Филипп Рамо: Юпитер, «Платея»; Юпитер, Плутон, «Ипполит и Арисия»; Тевкр «Дардан»;
- Кристоф Виллибальд Глюк: Оракул, «Альцеста»;
- Вольфганг Амадей Моцарт: Граф Альмавива, «Свадьба Фигаро»;
- Людвиг ван Бетховен Дон Фернандо «Фиделио»;
- Джоаккино Россини: Асдрубале, «Пробный камень»; Базилио «Севильский цирюльник»; Алидоро, «Золушка»;
- Гектор Берлиоз: брат Лоренцо, «Ромео и Джульетта»;
- Джузеппе Верди: «Сила судьбы»;
- Жорж Бизе: Цунига, «Кармен»;
- Жюль Массне: Морель, «Тереза»
- Филипп Фенелон[фр.]: Сад/Вольтер, «ЖЖР (гражданин Женевы)» (фр. JJR (Citoyen de Genève), мировая премьера — 2012, Grand Théâtre Genève)